# Froukje Wegman
Froukje Wegman, född den 22 april 1979 i Gouda i Nederländerna, är en nederländsk roddare.
Hon tog OS-brons i åtta med styrman i samband med de olympiska roddtävlingarna 2004 i Aten.